# قائمة المسيحيين الحاصلين على جائزة نوبل

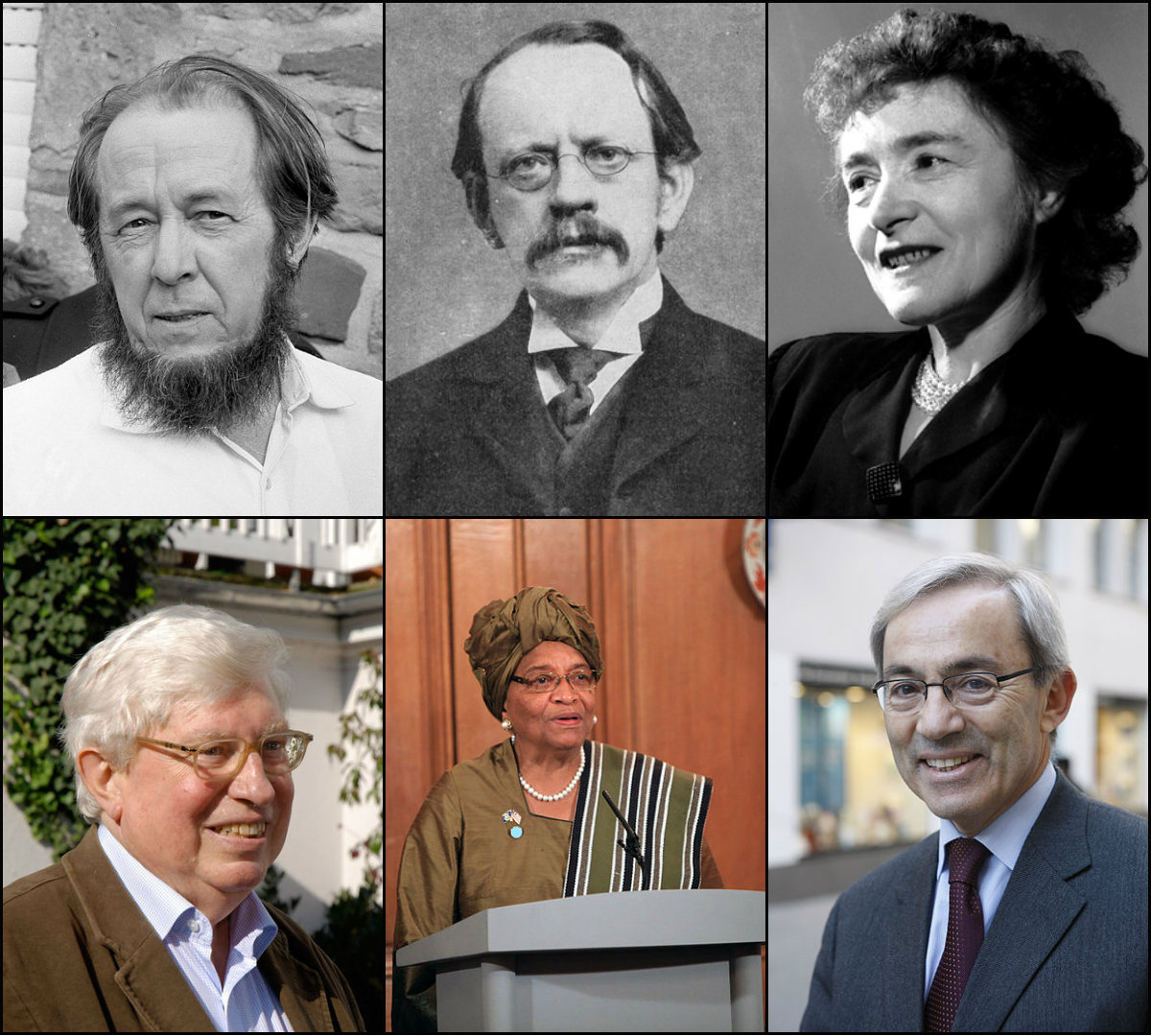
بعض مشاهير المسيحيين الحائزين على جائزة نوبل وهم من الأعلى واليسار: ألكسندر سولجنيتسين (أرثوذكسي) وجوزيف جون طومسون (أنجليكاني) وجرتي كوري (كاثوليكية) وكريستوفر بيساريدس (أرثوذكسي) وإلين جونسون سيرليف (بروتستانتية) وغيرهارد إرتل (مسيحي).

وفقًا لكتاب ذكرى 100 عام لجائزة نوبل ينتمي حوالي 65.4% من الحاصلين على جائزة نوبل إلى الديانة المسيحية بطوائفها المتعددة (بين السنوات 1901-2000). أي حصل المسيحيين على 427 جائزة من أصل 654 بين السنوات 1901-2000.
حصل المسيحيون بين السنوات 1901-2000 على 78.3% من جوائز نوبل للسلام، وعلى 72.5% من جوائز نوبل في الكيمياء، وكان 65.3% من جوائز نوبل في الفيزياء، و62% من جوائز نوبل في الطب، و53.5% من جوائز نوبل في الاقتصاد و49.5% من جوائز نوبل في الأدب من نصيب المسيحيين.
على المستوى المذهبي كانت نصيب البروتستانت بين السنوات 1901-2000 حوالي 32% من جوائز نوبل، في حين كانت نصيب المسيحيين الذين لم تحدد طائفتهم ب20.3%، أمّا نصيب الكاثوليك فكان 11.6%، في حين كان نصيب أتباع الكنيسة الأرثوذكسية الشرقية 1.6% من مجمل جوائز نوبل. يُذكر أن البروتستانت والمسيحيين الذين لم تحدد طائفتهم يتركز حضورهم في تصنيفات جوائز نوبل في الكيمياء والفيزياء والطب في حين أن الكاثوليك يتركز تمثليهم في جوائز نوبل للأدب والسلام والطب، أمّا الأرثوذكس الشرقيين لديهم تمثيل عالي في تصنيفات نوبل للفيزياء والإقتصاد والأدب.
جدير بالذكر أنّ الفرد نوبل المهندس ومخترع الديناميت والكيميائي السويدي، والذي سميَّت جائزة نوبل بإسمه؛ كان مسيحيًا ملتزمًا وعضوًا في الكنيسة اللوثرية السويديَّة.

## توزيع الطوائف المسيحية على جائزة نوبل
هذه الفقرة مأخوذة من كتاب 100 عام على جوائز نوبل النسب وتوزيع الطوائف المسيحية مأخوذ من قائمة الكتاب صفحة 59 و60 القائمة تستعرض الحاصلين على جوائز نوبل وأديانهم بين السنوات 1901-2000.
| الطوائف                                    | الفيزياء | الكيمياء | الفسيولوجيا أو الطب | الأدب | السلام | الإقتصاد | مجمل | %مجمل |
| ------------------------------------------ | -------- | -------- | ------------------- | ----- | ------ | -------- | ---- | ----- |
| أنجليكان                                   | 10       | 1        | 4                   | 3     | 4      | 1        | 23   | 3.5%  |
| معمدانيون                                  | -        | -        | 3                   | -     | 1      | 1        | 5    | 0.8%  |
| كالفينيون                                  | -        | 2        | 1                   | 3     | -      | -        | 6    | 0.5%  |
| كاثوليك                                    | 10       | 10       | 16                  | 23    | 16     | 1        | 76   | 11.6% |
| مسيحيون ( لم تحدد هوية كنيستهم أو طائفتهم) | 35       | 44       | 33                  | -     | 11     | 10       | 133  | 20.3% |
| أبرشانيون                                  | 3        | -        | 6                   | -     | 1      | -        | 10   | 1.5%  |
| مينونات                                    | 1        | -        | -                   | -     | -      | -        | 1    | 0.2%  |
| الكنيسة المصلحة الهولندية                  | -        | -        | -                   | -     | 1      | -        | 1    | 0.2%  |
| أرثوذكس شرقيون                             | 2        | -        | 1                   | 5     | 1      | 1        | 10   | 1.6%  |
| أسقفيون                                    | -        | -        | 2                   | 1     | 2      | -        | 5    | 0.8%  |
| إنجيليون                                   | -        | 1        | 2                   | -     | -      | -        | 3    | 0.5%  |
| لوثريون                                    | 8        | 8        | 7                   | 3     | 6      | 2        | 34   | 5.2%  |
| ميثوديون                                   | 2        | 3        | 4                   | 1     | 5      | -        | 15   | 2.3%  |
| مشيخيون                                    | 5        | -        | 7                   | 1     | 4      | -        | 17   | 2.6%  |
| بروتستانت                                  | 19       | 23       | 18                  | 8     | 12     | 4        | 84   | 12.8% |
| كويكرز                                     | 1        | -        | 1                   | -     | 1      | 1        | 4    | 0.5%  |
| توحيديون                                   | -        | 2        | 3                   | -     | 1      | 1        | 7    | 1.1%  |
| مجمل البروتستانت                           | 49       | 40       | 58                  | 20    | 38     | 10       | 208  | 32.0% |
| مجمل المسيحيون                             | 96       | 94       | 108                 | 48    | 66     | 22       | 425  | 65.4% |

## جائزة نوبل عمومًا
يتصدر المسيحيين الذين لم تحدد هوية طائفتهم أكبر المجموعات المسيحية الحاصلة على جائزة نوبل (133 جائزة أي 20.3% من مجمل الجوائز)، من ثم البروتستانت الذين لم تحدد هوية مذهبهم (84 جائزة أي 12.8% من مجمل الجوائز)، ومن ثم الكاثوليك (76 جائزة أي 11.6% من مجمل الجوائز)، من ثم اللوثريين (34 جائزة أي 5.2% من مجمل الجوائز)، وأتباع التيار الإصلاحي (كالفينيين وأبرشانيين ومشيخيين) (33 جائزة أي 4.8% من مجمل الجوائز). يُشّكل أتباع هذه المجموعات الخمس حوالي 55% من الحاصلين على جوائز نوبل.
على مستوى الأديان حوالي 10.5% (68 جائزة) من الحاصلين على جائزة نوبل كانوا من الملحدين واللا أدريين (بين الأعوام 1901-2000) في حين ترتفع النسبة إلى 35% من الحاصلين على جائزة نوبل في الأدب هم من اللادينيين والملحدين (32 جائزة)، في حين حصل اليهود على أكثر من 20% (138 جائزة) من جوائز نوبل (بين الأعوام 1901-2000). وحصل عشرة مسلمين (0.8% من مجمل جوائز نوبل) على جائزة نوبل (بين الأعوام 1901-2012) حصل ستة منهم على جائزة نوبل للسلام أمّا النسب الباقية (بين الأعوام 1901-2000) فتعود لديانات شتى منهم أتباع التوحيدية العالميَّة (7 جوائز أي 1.1% من مجمل الجوائز) والبوذيين (7 جوائز) والهندوس (4 جوائز أي 0.5% من مجمل الجوائز) والشنتو (جائزة).

## دراسات أخرى
في قائمة الثمانين شخصية الأكثر تأثيرًا في العلوم من الحاصلين على جائزة نوبل، ذكرت 65 شخصية مسيحية. وفي قائمة المائة شخصية الأكثر تأثيرًا في العلوم، ذكرت 75 شخصية مسيحية من مختلف المجالات العلمية. وقد وجد الخبير الاقتصادي جون هوللي الذي عمل مع البنك الدولي في كتابه مذنب، يهود ومسيحيون أنّ حوالي 75% من جوائز نوبل بين الأعوام 1901 و1990 كانت من نصيب المسيحيون على الرغم من أنَّ نسبة المسيحييِّن في العالم هي 33.2%. في حين وجدت دراسة أخرى لشيربي أودلبرغ عام 2000 أنّ 35% من الحائزين على جائزة نوبل هم من البروتستانت أو المسيحيين أو من خلفية مسيحية.
وجدت دراسة أخرى قامت بها جامعة نبراسكا- لينكون سنة 1998 أنّ 60% من العلماء الحائزين على جائزة نوبل في الفيزياء بين الأعوام 1901-1990 هم من خلفية مسيحية.
ذكرت دراسة نُشرت في كتاب النخبة العلميّة: الحائزين على جائزة نوبل في الولايات المتحدة أنّ 60% من الحائزين على جائزة نوبل في الطب في الولايات المتحدة بين الأعوام 1901-1972 هم من خلفية بروتستانتية، ويُشّكل العلماء من الخلفية البروتستانتية نسبة 84.2% من الأمريكيين الحائزين على جائزة نوبل في الكيمياء بين الأعوام 1901-1972، ويشكلون أيضًا نسبة 58.6% من الأمريكيين الحائزين على جائزة نوبل في الفيزياء. تشير الدراسة أيضًا إلى أنّ 70.3% من النخبة العلميّة في الولايات المتحدة من خلفية بروتستانتية مقابل 20% من خلفية كاثوليكية و9.3% من خلفية يهودية؛ يُذكر أنّ حوالي 60.9% من نخبة الأطباء في الولايات المتحدة هم من خلفية بروتستانتية، فضلًا عن 74.1% من نخبة علماء الكيمياء و68.2% من نخبة علماء الفيزياء هم من البروتستانت.

## توزيع المسيحيين على جوائز نوبل

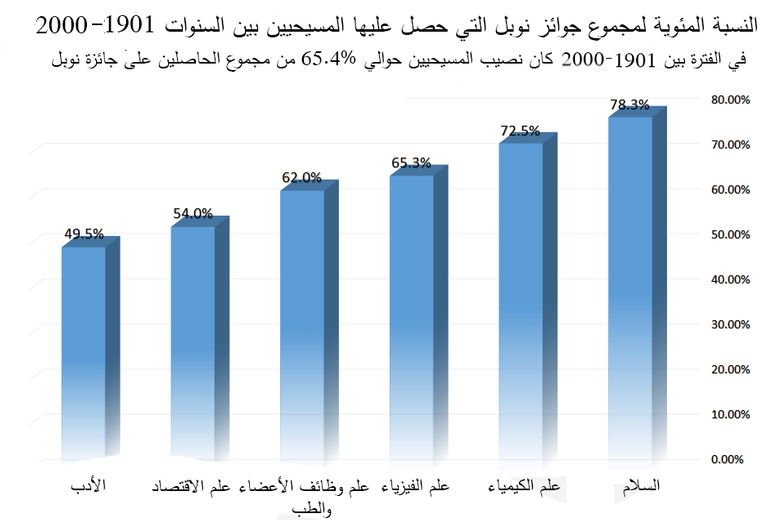
توزيع جوائز نوبل التي حصل عليها المسيحيين بين السنوات 1901-2000 بِحسب التصنيف.

توزيع المسيحيين على فروع جوائز نوبل (بين الأعوام 1901-2000):
| فرع الجائزة            | عدد الجوائز | نسب الحاصلين على نوبل |
| ---------------------- | ----------- | --------------------- |
| جائزة نوبل في الفيزياء | 147 / 96    | 65.3%                 |
| جائزة نوبل في الكيمياء | 127 / 94    | 72.5%                 |
| جائزة نوبل في الطب     | 168 / 108   | 62.0%                 |
| جائزة نوبل في الأدب    | 91 / 48     | 49.5%                 |
| جائزة نوبل في السلام   | 83 / 66     | 78.3%                 |
| جائزة نوبل في الإقتصاد | 38 / 20     | 54.0%                 |

## قوائم المسيحيين الحاصلين على جوائز نوبل
هذه القائمة ليست شاملة، القائمة تتضمن قوائم الحاصلين على جائزة نوبل من خلفية مسيحية. ومن الجدير بالذكر أن بعض الأسماء المذكورة في قائمة الحائزين على جائزة نوبل في القائمة هم من المسيحيين الملتزمين، حيث كان لإيمانهم المسيحي تأثير على تفكيرهم وأعمالهم، والبعض الآخر مسيحي إسميًّا ولكن عرفوّا عن أنفسهم من الناحية الدينيّة كمسيحيين.

### الفيزياء
| السنة | الفائز[A] | الفائز[A]            | البلد [B]                        | المذهب المسيحي                           | السبب[C] |
| ----- | --------- | -------------------- | -------------------------------- | ---------------------------------------- | --- |
| 1901  |           | وليام كونراد رونتجون | ألمانيا                          | كاثوليكي                                 | " نظير اكتشافه البارز للأشعة سينية وقد حملت إسمه في وقت لاحق " |
| 1902  |           | هندريك أنتون لورنتس  | هولندا                           | بروتستانتي                               | " نظير أبحاثهم في تأثير المغناطيسية علي الظاهرة الإشعاعية" |
| 1902  |           | بيتر زيمن            | هولندا                           | بروتستانتي (الكنيسة الهولندية الإصلاحية) | " نظير أبحاثهم في تأثير المغناطيسية علي الظاهرة الإشعاعية" |
| 1903  |           | هنري بيكريل          | فرنسا                            | كاثوليكي                                 | " اكتشافه النشاط الإشعاعي " |
| 1904  |           | جون ويليام ستروت     | المملكة المتحدة                  | أنجليكان                                 | "لتحقيقاته وبحوثه في كثافة معظم الغازات الهامة وأهم اكتشافه هو غاز الأرجون"                                                                                                 |
| 1905  |           | فيليب أنتون لينارد   | ألمانيا                          | مسيحي                                    | "لعمله على أشعة الكاثود" |
| 1906  |           | جوزيف طومسون         | المملكة المتحدة                  | أنجليكان                                 | " نظير أبحاثه النظرية والتجريبية حول الإستنتاجات بشأن توصيل الكهرباء بواسطة الغازات "                                                                                       |
| 1909  |           | غولييلمو ماركوني     | إيطاليا                          | كاثوليكي                                 | " نظير مساهماته في اختراع تطوير التلغراف اللاسلكي " |
| 1914  |           | ماكس فون لاو         | ألمانيا                          | مسيحي                                    | "نظير إكتشافه حيود الأشعة السينية للبلورات" |
| 1915  |           | ويليام هنري براغ     | المملكة المتحدة                  | مسيحي                                    | "لخدماته في تحليل التركيب البللورى بإستخدام الأشعة السينية" |
| 1917  |           | تشارلس غلوفر باركلا  | المملكة المتحدة                  | بروتستانتي (ميثودي)                      | "لإكتشاف عناصر خصائص إشعاع رونتغن " |
| 1918  |           | ماكس بلانك           | ألمانيا                          | بروتستانتي (لوثري)                       | " للخدمات التي يقدمها للنهوض بالفيزياء من قبل اكتشاف الطاقة الكموم" |
| 1919  |           | يوهانس شتارك         | ألمانيا                          | مسيحي                                    | "لاكتشافه تأثير دوبلر في أشعة القناة وتقسيم الخط الطيفي في المجال الكهربائي"                                                                                                |
| 1923  |           | روبرت ميليكان        | الولايات المتحدة                 | مسيحي                                    | "عن عمله في الشحنة الأساسية للكهرباء وعلى التأثير الكهروضوئي" |
| 1925  |           | جيمس فرانك           | ألمانيا                          | بروتستانتي (لوثري)                       | "لاكتشافه والقوانين المنظمة لتأثير الإلكترون على الذرة" |
| 1927  |           | آرثر كومبتون         | الولايات المتحدة                 | بروتستانتي (مشيخي)                       | "لاكتشافه من تأثير كومبتون" |
| 1932  |           | فيرنر هايزنبيرغ      | ألمانيا                          | بروتستانتي (لوثري)                       | "لإنشاء ميكانيكا الكم ، والتطبيق الذي، في جملة أمور، أدى إلى اكتشاف الأشكال التآصلية (التناظرية) للهيدروجين "                                                               |
| 1936  |           | فيكتور هس            | النمسا                           | مسيحي                                    | "لاكتشافه الإشعاع الكوني " |
| 1937  |           | كلنتون دافيسون       | الولايات المتحدة                 | مسيحي                                    | "لاكتشافاته التجريبية للحيود الإلكترونات للبلورات " |
| 1938  |           | إنريكو فيرمي         | إيطاليا                          | كاثوليكي                                 | "لعرضه مظاهر تواجد عناصر مشعة جديدة التي ينتجها الإشعاع النيوتروني، ولاكتشافه التفاعلات النووية ذات الصلة التي أحدثتها نيوترونات بطيئة "                                    |
| 1945  |           | فولفغانغ باولي       | النمسا                           | كاثوليكي                                 | " لاكتشافه قاعدة الاستبعاد، وتسمى أيضا مبدأ باولي |
| 1951  |           | جون كوكروفت          | المملكة المتحدة                  | مسيحي                                    | "لعملهم الرائد الخاص بتحول الأنوية الذرية بشكل مصطنع عن طريق تسريع الجزيئات الذرية "                                                                                        |
| 1951  |           | إيرنست والتون        | ايرلندا                          | بروتستانتي (ميثودي)                      | "لعملهم الرائد الخاص بتحول الأنوية الذرية بشكل مصطنع عن طريق تسريع الجزيئات الذرية "                                                                                        |
| 1953  |           | فريتس زيرنيكه        | هولندا                           | بروتستانتي                               | "من أجل ما إستعرضه حول طريقة التباين الطورى، خصوصا لدى إبتكاره مجهر التباين الضوئي"                                                                                         |
| 1954  |           | ماكس بورن            | المملكة المتحدة                  | بروتستانتي (لوثري)                       | "لابحاثه الأساسية في ميكانيكا الكم، وخصوصا لتفسيراته الإحصائية لوظيفة الموجة"                                                                                               |
| 1954  |           | فالتر بوته           | ألمانيا الغربية                  | بروتستانتي                               | "لإتباعه طريقة الصدفة، ومن ثم الإكتشافات التى تبعتها. " |
| 1955  |           | ولاس لامب            | الولايات المتحدة                 | بروتستانتي                               | "لاكتشافاته المتعلقة بالتركيب الفائق الدقة للطيف الهيدروجينى" |
| 1955  |           | بولي كارب كوش        | الولايات المتحدة                 | بروتستانتي                               | "لتصميمه الدقيق للحظة المغناطيسية للإليكترون " |
| 1958  |           | إليا فرانك           | الاتحاد السوفيتي                 | أرثوذكسي شرقي                            | "لاكتشاف وتفسير تأثير چرنكوف " |
| 1963  |           | يوجين ويغنر          | الولايات المتحدة                 | من أصول بروتستانتية لوثرية               | "لمساهماته في نظرية نواة الذرة والجسيمات الأولية، لا سيما من خلال اكتشافه وتطبيقه للمبادئ الأساسية للتماثل" بحث                                                             |
| 1963  |           | ماريا غوبرت-ماير     | الولايات المتحدة                 | مسيحية                                   | "لاكتشافاتهم المتعلقة بتركيب الغلاف النووي " |
| 1963  |           | هانز ينسن            | ألمانيا الغربية                  | مسيحي                                    | "لاكتشافاتهم المتعلقة بتركيب الغلاف النووي " |
| 1964  |           | تشارلز تاونز         | الولايات المتحدة                 | بروتستانتي (كنيسة المسيح المتحدة)        | " لعمله الأساسي في ميدان إلكترونيات الكم، مما أدى إلى تشييد المذبذبات والمكبرات استنادًا إلى مبدأ وقاعدة المازر- الليزر"                                                     |
| 1967  |           | هانز بيته            | الولايات المتحدة                 | من أصول بروتستانتية                      | "لمساهماته في نظرية التفاعلات النووية، وخصوصا اكتشافاته المتعلقة بإنتاج الطاقة في النجوم"                                                                                   |
| 1968  |           | لويس ألفاريز         | الولايات المتحدة                 | كاثوليكي                                 | "لاسهاماته الحاسمة لفيزياء الجسيمات الأولية، وخاصة في اكتشاف عدد كبير من معادلات الرنين، جعل من الممكن من خلال تطوير تقنية لاستخدام غرفة فقاعة الهيدروجين وتحليل البيانات " |
| 1971  |           | دنيس غابور           | المملكة المتحدة                  | من أصول بروتستانتية لوثرية               | "لاختراعه وتطويره لطريقة الأسلوب الهولوجرافى" |
| 1974  |           | أنتوني هويش          | المملكة المتحدة                  | مسيحي                                    | "لأبحاثه الرائدة في الفيزياء الفلكية للراديو ولدوره الحاسم في اكتشاف البلسارات "                                                                                            |
| 1980  |           | جيمس كرونين          | الولايات المتحدة                 | بروتستانتي                               | "لاكتشاف انتهاكات المبادئ الأساسية لقواعد التناظر في إضمحلال ك-ميزون المتعادل"                                                                                              |
| 1984  |           | كارلو روبيا          | إيطاليا                          | كاثوليكي                                 | "لما قدمه من مساهمات حاسمة لهذا المشروع الكبير، الأمر الذي أدى إلى اكتشاف حقل الجسيمات المتصلة W و Z و التفاعلات الضعيفة" ا                                                 |
| 1985  |           | كلاوس فون كليتزينغ   | ألمانيا الغربية                  | كاثوليكي                                 | "لاكتشاف تأثير هول المكمم " |
| 1993  |           | راسل هالس            | الولايات المتحدة                 | بروتستانتي (كويكرز)                      | "لاكتشاف نوع جديد من النجوم النابضة، وهو الاكتشاف الذي قد فتحت آفاقا جديدة لدراسة الجاذبية "                                                                                |
| 1996  |           | دوغلاس د. أوشيروف    | الولايات المتحدة                 | بروتستانتي (لوثري)                       | "لاكتشافه السيولة الفائقة في فيزياء "الهليوم- 3" والمادة المكثفة " |
| 1997  |           | ويليام فيليبس        | الولايات المتحدة                 | بروتستانتي (ميثودي)                      | "من أجل تطوير طرق لتهدئة والتقاط الذرات بواسطة ضوء الليزر" |
| 2002  |           | ريكاردو جياكوني      | الولايات المتحدة                 | كاثوليكي                                 | "لاسهاماته الرائدة في الفيزياء الفلكية، وبخاصة للكشف عن نيوترينو الكونية "                                                                                                  |
| 2003  |           | أنطوني ليجت          | المملكة المتحدة الولايات المتحدة | كاثوليكي                                 | "لاسهاماته الرائدة لنظرية التوصيل الفائق والسوائل الفائقة " |
| 2004  |           | فرانك ويلكزك         | الولايات المتحدة                 | كاثوليكي                                 | "لاكتشاف الحرية المقاربة في نظرية التفاعل القوي " |
| 2007  |           | بيتر غرونبيرغ        | ألمانيا                          | كاثوليكي                                 | "لإكتشاف المغناطيسية العملاقة " |

### الكيمياء
| السنة | الفائز[A] | الفائز[A]             | البلد[B]                   | المذهب المسيحي                    | السبب[C] |  |
| ----- | --------- | --------------------- | -------------------------- | --------------------------------- | --- |  |
| 1901  |           | ياكوبس فانت هوف       | هولندا                     | بروتستانتي                        | "لاكتشافه لقوانين الديناميكيات الكيميائية والضغط اسموزي في المحاليل "                                                                                     |  |
| 1902  |           | هيرمان إميل فيشر      | ألمانيا                    | بروتستانتي                        | عن عمله في سكر البيورين تخليق " |  |
| 1904  |           | سير وليام رامسي       | المملكة المتحدة            | بروتستانتي                        | "لجهوده في اكتشاف العناصر الغازية الخاملة في الهواء، وإصراره على مكانها في الجدول الدوري "                                                                |  |
| 1905  |           | أدولف فون باير        | ألمانيا                    | بروتستانتي لوثري (من أصول يهودية) | "لجهوده في النهوض بالكيمياء العضوية والصناعة الكيميائية، من خلال عمله في الأصباغ العضوية والمركبات الهيدرو عطرية "                                        |  |
| 1907  |           | إدوارد بوخنر          | ألمانيا                    | بروتستانتي                        | "لأبحاثه البيوكيميائية واكتشافه التخمر الخالى من الخلايا زيميز                                                                                            |  |
| 1908  |           | إرنست رذرفورد         | المملكة المتحدة نيوزيلاندا | بروتستانتي                        | "لتحقيقاته في تفكك العناصر، وكيمياء المواد المشعة " |  |
| 1910  |           | أوتو فالاخ            | ألمانيا                    | بروتستانتي                        | لخدماته في الكيمياء العضوية والصناعة الكيميائية من قبل الرائدالعامل في حقل مركب أليفاتي حلقي"                                                             |  |
| 1911  |           | ماري كوري             | بولندا                     | من أصول كاثوليكية (ملحدة)         | "لاكتشاف العناصر الراديوم والبولونيوم لاكتشاف العناصر الراديوم والبولونيوم، عن طريق عزل الراديوم ودراسة طبيعة ومركبات هذا العنصر المميز "                 |  |
| 1913  |           | ألفرد فيرنر           | سويسرا                     | من أصول كاثوليكية                 | "[لعمله في الربط بين الذرات في الجزيء [...]خاصة في الكيمياء غير العضوية "                                                                                 |  |
| 1918  |           | فريتز هابر            | ألمانيا                    | تحول للبروتستانتية                | " لبحوثه حول توليف الأمونيا من عناصرها ". |  |
| 1920  |           | فالتر نيرنست          | ألمانيا                    | بروتستانتي                        | "لعمله في الكيمياء الحرارية" |  |
| 1921  |           | فردريك سودي           | المملكة المتحدة            | بروتستانتي                        | "لإسهاماته في معرفتنا لكيمياء المواد المشعة، وتحقيقاته في أصل وطبيعة النظائر "                                                                            |  |
| 1922  |           | فرانسيس أستون         | المملكة المتحدة            | بروتستانتي                        | "لاكتشافه، بواسطة المطياف الشامل، والنظائر المستقرة لل نظير، في عدد كبير من العناصر غير المشعة، وعلى الإعلان عن هذه قاعدة الرقم الكلى "                   |  |
| 1923  |           | فريتز بريغل           | النمسا                     | بروتستانتي                        | "عن اختراعه لطريقة تحليل كمي ميكرو من المواد العضوية |  |
| 1925  |           | ريشارد سيغموندي       | ألمانيا                    | بروتستانتي                        | "لإظهاره للطابع غير المتجانس لمحاليل غرواني والطرق المستخدمة"                                                                                             |  |
| 1926  |           | تيودور سفيدبيرغ       | السويد                     | مسيحي                             | "لعمله على الطرد المركزى فائق السرعة " |  |
| 1927  |           | هاينريش فيلاند        | ألمانيا                    | مسيحي                             | "لتحقيقاته حول تركيب أحماض الصفراء والمواد ذات الصلة ".                                                                                                   |  |
| 1928  |           | أدولف فينداوس         | ألمانيا                    | مسيحي                             | "نظير ابحاثه في تركيب ستيرول ، وعلاقتهم مع الفيتامينات "                                                                                                  |  |
| 1929  |           | آرثر هاردن            | المملكة المتحدة            | مسيحي                             | "لأبحاثهما في تخمر السكر و انزيم التخمر" |  |
| 1929  |           | هانس فون أويلر شلبين  | ألمانيا                    | مسيحي                             | "لأبحاثهما في تخمر السكر و انزيم التخمر" |  |
| 1930  |           | هانس فيشر             | ألمانيا                    | بروتستانتي                        | "لأبحاثه في تكوين الهيم والكلوروفيل وخصوصا لتوليف الهيمين "                                                                                               |  |
| 1931  |           | كارل بوش              | ألمانيا                    | بروتستانتي                        | "لإسهاماتهم في اختراع وتطوير أساليب الضغط الكيميائية المرتفعة                                                                                             |  |
| 1931  |           | فريدريش بيرغيوس       | ألمانيا                    | بروتستانتي                        | "لإسهاماتهم في اختراع وتطوير أساليب الضغط الكيميائية المرتفعة                                                                                             |  |
| 1934  |           | هارولد يوري           | الولايات المتحدة           | بروتستانتي                        | "لاكتشافه الهيدروجين الثقيل " |  |
| 1938  |           | ريشارد كون            | ألمانيا                    | كاثوليكي                          | "عن عمله في الكاروتينويد و الفيتامينات " |  |
| 1939  |           | ليو بولد روزيتشكا     | سويسرا                     | كاثوليكي                          | "عن عمله في البولي ميثيلين والتربينات العالية " |  |
| 1943  |           | جورج هيفيشي           | المجر                      | كاثوليكي (من أصول يهودية مجرية)   | "لعمله في مجال استخدام النظائر المشعة في تتبع في دراسة العمليات الكيميائية "                                                                              |  |
| 1944  |           | أوتو هان              | ألمانيا                    | بروتستانتي (لوثري)                | "لاكتشافه خواص الانشطار للنويات الثقيلة " |  |
| 1945  |           | أرتوري فيرتانن        | فنلندا                     | بروتستانتي                        | "لابحاثه والاختراعات في مجال الكيمياء الزراعية والتغذية، وخاصة بالنسبة إلى على أسلوب حفظ العلف "                                                          |  |
| 1946  |           | جيمس سومنر            | الولايات المتحدة           | مسيحي                             | "لاكتشافه أن التاريخ # أنزيم يمكن أن يتبلور" |  |
| 1946  |           | جون نورثروب           | الولايات المتحدة           | مسيحي                             | "لتحضيرهم الانزيمات وبروتينات الفيروس في شكل نقي" |  |
| 1946  |           | وندل ستانلي           | الولايات المتحدة           | مسيحي                             | "لتحضيرهم الانزيمات وبروتينات الفيروس في شكل نقي" |  |
| 1947  |           | سير روبرت روبنسون     | المملكة المتحدة            | بروتستانتي                        | "لتحقيقاته في المنتجات النباتية ذات الأهمية البيولوجية ، وخصوصا القلويدات"                                                                                |  |
| 1949  |           | ويليام جيوك           | الولايات المتحدة           | بروتستانتي                        | "لإبحاثه حول التبريد المغناطيسي مساهمات في مجال الديناميكا الحرارية الكيميائية لا سيما بشأن سلوك المواد في درجات الحرارة المنخفضة للغاية "بروتينات المصل" |  |
| 1950  |           | أوتو ديلس             | ألمانيا الاتحادية          | مسيحي                             | "لاكتشافه وتطويره تفاعل ديلس - ألدر أو تخليق الدايين " |  |
| 1950  |           | كورت ألدر             | ألمانيا الاتحادية          | مسيحي                             | "لاكتشافه وتطويره تفاعل ديلس - ألدر أو تخليق الدايين " |  |
| 1953  |           | هرمان شتاودنغر        | ألمانيا الاتحادية          | مسيحي                             | "لاكتشافاته في مجال كيمياء الماكروموليكيولار " |  |
| 1962  |           | ماكس بيروتس           | المملكة المتحدة            | من أصول كاثوليكية                 | "عن دراسته لتركيب بروتينات جلوبيونية " |  |
| 1963  |           | كارل تسيغلر           | ألمانيا الاتحادية          | بروتستانتي (لوثري)                | " بحوثه حول عامل محفز زيگلر - ناتا في مجال الكيمياء والتكنولوجيا عن البوليمرات العالية                                                                    |  |
| 1963  |           | جوليو ناتا            | إيطاليا                    | كاثوليكي                          | " بحوثه حول عامل محفز زيگلر - ناتا في مجال الكيمياء والتكنولوجيا عن البوليمرات العالية                                                                    |  |
| 1964  |           | دوروثي كراوفوت هودكين | المملكة المتحدة            | مسيحية                            | "بالنسبة لها إكتشاف بالقرارات التي تتخذها تقنيات أشعة إكس لهياكل من المواد الكيميائية الحيوية الهامة"                                                     |  |
| 1970  |           | لويس لولوار           | الأرجنتين                  | كاثوليكي                          | "لاكتشافه من النيوكليوتيدات السكرية ودورها في الحيوي من الكربوهيدرات"                                                                                     |  |
| 1971  |           | غيرهارد هيرتسبيرغ     | كندا                       | مسيحي                             | "لإسهاماته في علم البنية الالكترونية وهندسة الجزيئات، وخاصة الجذور الحرة "                                                                                |  |
| 1975  |           | جون كورنفورث          | أستراليا المملكة المتحدة   | بروتستانتي (مشيخي)                | "لعمله في الكيمياء الفراغية للتفاعلات المسرعة بعامل محفز".                                                                                                |  |
| 1975  |           | فلاديمير بريلوغ       | سويسرا                     | كاثوليكي                          | "لابحاثه في الكيمياء الفراغية من الجزيئات العضوية، والتفاعلات ".                                                                                          |  |
| 1984  |           | روبرت ميريفيلد        | الولايات المتحدة           | مسيحي                             | "بسبب وضع منهجية التخليق الكيميائي بشأن المصفوفة الصلبة"                                                                                                  |  |
| 1990  |           | إلياس جيمس خوري       | الولايات المتحدة           | مسيحي (أرثوذكسي شرقي)             | "لتطويره نظرية ومنهجية التخليق العضوي " |  |
| 1995  |           | ماريو مولينا          | المكسيك                    | كاثوليكي                          | "لعملهم في كيمياء الغلاف الجوي، وخاصة فيما يتعلق بتشكيل واستنفاد تفكك الأوزون "                                                                           |  |
| 1995  |           | فرانك رولاند          | الولايات المتحدة           | مسيحي                             | "لعملهم في كيمياء الغلاف الجوي، وخاصة فيما يتعلق بتشكيل واستنفاد تفكك الأوزون "                                                                           |  |
| 1996  |           | روبرت كورل            | الولايات المتحدة           | بروتستانتي (ميثودي)               | "لاكتشافهما الفوليرين " |  |
| 1996  |           | ريشارد سمالي          | الولايات المتحدة           | مسيحي                             | "لاكتشافهما الفوليرين " |  |
| 2003  |           | بيتر أغري             | الولايات المتحدة           | بروتستانتي (لوثري)                | "لاكتشافاته المتعلقة بقنوات في اغشية الخلايا [...]لاكتشاف أكوابورين"                                                                                      |  |
| 2007  |           | غيرهارد إرتل          | ألمانيا                    | مسيحي                             | " أبحاث جيرهارد إرتيو دراساته عن العمليات الكيميائية على الأسطح الصلبة"                                                                                   |  |
| 2012  |           | برايان كابيلكا        | الولايات المتحدة           | كاثوليكي                          | "لدراسته عن المستقبلات المقترنة بالپروتين ج" |  |
| 2014  |           | ستيفان هيل            | رومانيا                    | بروتستانتي                        | "عن تطوير المجهرية الفلورية فائقة الدقة" |  |
| 2014  |           | إيريك بيتزيغ          | الولايات المتحدة           | تربى على البروتستانتية            | "عن تطوير المجهرية الفلورية فائقة الدقة" |  |

### الطب والفيزيولوجيا
| السنة | الفائز | الفائز                  | البلد                             | المذهب المسيحي                             | السبب |
| ----- | ------ | ----------------------- | --------------------------------- | ------------------------------------------ | --- |
| 1901  |        | إميل فون بهرنغ          | ألمانيا                           | بروتستانتي                                 | "لعمله على معالجة المصل، خصوصاً في مجال تطبيقه ضد الخناق (الدفتيريا)، الذي كان قد فتح طريقاً جديداً في مجال العلوم الطبية، وبالتالي وضعت في يد الطبيب سلاحاً فعالاً ضد المرض والوفيات" |
| 1902  |        | رونالد روس              | المملكة المتحدة                   | بروتستانتي                                 | "عن عمله حول طفيلي الملاريا، حيث بيّن كيفية دخول الطفيلي لجسم الكائن الحي، وقد وضعت دراساته أساساً لبحوث ناجحة حول هذا المرض وطرق مكافحته".                                         |
| 1903  |        | نيلس فينسن              | الدنمارك                          | بروتستانتي                                 | "حول مساهمته في علاج الأمراض، وخاصة الذئبة الشائعة، باستخدام إشعاع الضوء المركز، حيث أنه قد فتح طريقاً جديداً للعلوم الطبية "                                                       |
| 1904  |        | إيفان بافلوف            | روسيا                             | من أصول أرثوذكسية شرقية                    | "تقديراً لجهوده في العمل على فيزيولوجيا الهضم من خلال معرفة الجوانب الحيوية لهذا الموضوع حيث أنه تم تحويلها وتوسيعها".                                                             |
| 1905  |        | روبرت كوخ               | ألمانيا                           | مسيحي                                      | "لتحقيقاته واكتشافاته في ما يتعلق بجرثومة الدرن المسببة لمرض السل، وسميت فيما بعد بعصيات كوخ "                                                                                    |
| 1906  |        | كاميلو غولجي            | إيطاليا                           | كاثوليكي                                   | "تقديراً لعملهما حول هيكل الجهاز العصبي |
| 1906  |        | سانتياغو رامون إي كاخال | إسبانيا                           | كاثوليكي                                   | "تقديراً لعملهما حول هيكل الجهاز العصبي |
| 1909  |        | تيودور كوخر             | سويسرا                            | بروتستانتي (الكنيسة المورافية)             | "عن عمله في علم وظائف الأعضاء، وعلم الأمراض وجراحة الغدة الدرقية " |
| 1910  |        | ألبرشت كوسل             | ألمانيا                           | بروتستانتي                                 | "تقديراً لمساهماته التي أثرت معرفتنا عن كيمياء الخلية من خلال عمله في البروتينات، بما في ذلك المواد النووية "                                                                      |
| 1912  |        | ألكسي كاريل             | فرنسا                             | كاثوليكي                                   | "نظير عمله على خياطة جراحية وزرع الأعضاء والأوعية الدموية " |
| 1919  |        | جول بورديه              | بلجيكا                            | مسيحي                                      | "لاكتشافاته المتعلقة بالحصانة " |
| 1920  |        | أوغست كروغ              | الدنمارك                          | بروتستانتي                                 | "لاكتشافه آلية التنظيم الحركي للشعيرات الدموية |
| 1923  |        | فردريك بانتنغ           | كندا                              | بروتستانتي (كنيسة كندا المتحدة)            | "لاكتشافه الأنسولين " |
| 1924  |        | فيلم أينتهوفن           | هولندا                            | بروتستانتي (لوثري)                         | "لاكتشاف آلية التخطيط الكهربائي للقلب |
| 1926  |        | يوهانس فيبيغر           | الدنمارك                          | بروتستانتي (لوثري)                         | "لاكتشافه ماهية سرطان سبيروبتيرا كارسينوما " |
| 1928  |        | شارل نيكول              | فرنسا                             | كاثوليكي                                   | "عن عمله في ما يتعلق بالتيفوس " |
| 1929  |        | كريستيان أيكمان         | هولندا                            | بروتستانتي                                 | "لاكتشافه فيتامين أنتينيوريتيك " |
| 1929  |        | سير فريدريك هوبكنس      | المملكة المتحدة                   | مسيحي                                      | "لاكتشافه فيتامينات محفزة للنمو" |
| 1930  |        | كارل لاندشتاينر         | النمسا                            | تحول من اليهودية إلى المسيحية الكاثوليكية  | "لاكتشافه فصائل الدم في الإنسان " |
| 1931  |        | أوتو فاربورغ            | ألمانيا                           | مسيحي                                      | "لاكتشافه طبيعة وطريقة عمل الانزيم في الجهاز التنفسي " |
| 1932  |        | تشارلس شرينغتون         | المملكة المتحدة                   | أنجليكان                                   | "لاكتشافاتهما المتعلقة بوظائف الأعصاب " |
| 1934  |        | جورج ويبل               | الولايات المتحدة                  | بروتستانتي                                 | "لاكتشافاتهم المتعلقة بعلاجات الكبد في حالات فقر الدم " |
| 1934  |        | جورج مينوت              | الولايات المتحدة                  | بروتستانتي                                 | "لاكتشافاتهم المتعلقة بعلاجات الكبد في حالات فقر الدم " |
| 1934  |        | وليم مورفي              | الولايات المتحدة                  | مسيحي                                      | "لاكتشافاتهم المتعلقة بعلاجات الكبد في حالات فقر الدم " |
| 1935  |        | هانس سبيمان             | ألمانيا النازية                   | بروتستانتي                                 | "لاكتشافه التأثير المنظم في التطور الجنيني" |
| 1937  |        | ألبرت ناجيرابولت        | المجر                             | بروتستانتي (كالفيني)                       | "لاكتشافاته فيما يتعلق بخصوص عمليات الاحتراق البيولوجية ، مع إشارة خاصة إلى فيتامين ج و تحفيز حمض الفيوماريك "                                                                    |
| 1938  |        | كورناي هايمانس          | بلجيكا                            | كاثوليكي                                   | "من أجل إكتشاف الدور الذي تضطلع به تجويف وآليات الأبهري في تنظيم التنفس " |
| 1939  |        | غرهارت دوماك            | ألمانيا النازية                   | بروتستانتي                                 | "لاكتشاف الآثار المضادة للبكتيريا لعقار برونتوزيل" |
| 1943  |        | هنريك دام               | الدنمارك                          | بروتستانتي                                 | "لاكتشافه فيتامين ك |
| 1943  |        | أدوارد دويزي            | الولايات المتحدة                  | بروتستانتي (أبرشاني)                       | "لاكتشافه طبيعة المادة الكيميائية لعقار فيتامين ك " |
| 1945  |        | ألكسندر فليمنغ          | المملكة المتحدة                   | كاثوليكي                                   | "لاكتشافه البنسلين وآثاره العلاجية في مختلف الأمراض المعدية " |
| 1947  |        | كارل كوري               | الولايات المتحدة                  | كاثوليكي                                   | "لاكتشافهما تسلسل التحول المحفز للجليكوجين " |
| 1947  |        | جرتي كوري               | الولايات المتحدة                  | تحولت من اليهودية إلى المسيحية الكاثوليكية | "لاكتشافهما تسلسل التحول المحفز للجليكوجين " |
| 1947  |        | برناردو هوساي           | الأرجنتين                         | كاثوليكي                                   | "لاكتشافه الدور الذي يلعبه هرمون الفص الامامي للغدة النخامية في استقلاب سكر " |
| 1949  |        | أنطونيو إيغاس مونيز     | البرتغال                          | كاثوليكي                                   | "لاكتشافه القيمة العلاجية من ليوكوتومي (عملية جراحية دقيقة) في بعض الأمراض الذهنية "                                                                                              |
| 1951  |        | ماكس تيلر               | جنوب إفريقيا                      | بروتستانتي                                 | "لاكتشافاته المتعلقة بالحمى الصفراء وكيفية مكافحتها " |
| 1957  |        | دانيال بوفه             | إيطاليا                           | بروتستانتي                                 | "لاكتشافاته المتعلقة بالمركبات الاصطناعية التي تعوق عمل بعض المواد في الجسم ، وبصفة خاصة التى تعمل على الأوعية الدموية والعضلات والهيكل العظمي"                                   |
| 1958  |        | جورج بيدل               | الولايات المتحدة                  | مسيحي                                      | " لاكتشافهما أن الجينات تعمل من خلال تنظيم أحداث كيميائية محددة " For this work he obtained, in 1931, his دكتوراه في الفلسفة degree.                                              |
| 1958  |        | إدوارد تاتوم            | الولايات المتحدة                  | مسيحي                                      | " لاكتشافهما أن الجينات تعمل من خلال تنظيم أحداث كيميائية محددة " For this work he obtained, in 1931, his دكتوراه في الفلسفة degree.                                              |
| 1959  |        | سيفيرو أوتشوا           | إسبانيا                           | كاثوليكي                                   | " لاكتشافه آليات التوليف البيولوجي للحمض النووي الريبي والحمض الخلوي الصبغي " |
| 1960  |        | سير فرانك بورنت         | أستراليا                          | بروتستانتي                                 | "لإكتشاف القدرة المناعية المكتسبة" |
| 1960  |        | بيتر مدور               | المملكة المتحدة                   | نشأ كاثوليكي (ماروني)                      | "لإكتشاف القدرة المناعية المكتسبة" |
| 1961  |        | جورج فون بيكيسي         | الولايات المتحدة                  | مسيحي                                      | "لاكتشافاته الآلية الطبيعية للتنشيط داخل جهاز القوقعة" |
| 1963  |        | سير جون إيكلس           | أستراليا                          | كاثوليكي                                   | "لاكتشافاته المتعلقة بالآليات الأيونية المتعلقة بالإثارة والتثبيط للأجزاء الطرفية والمركزية للغشاء الخلوي للأعصاب "                                                               |
| 1967  |        | هالدان هارتلاين         | الولايات المتحدة                  | بروتستانتي                                 | " لاكتشافاتهم المتعلقة بالعمليات الأولية الفيزيولوجية والكيميائية البصرية التى تجرى في للعين "                                                                                    |
| 1967  |        | جورج والد               | الولايات المتحدة                  | بروتستانتي                                 | " لاكتشافاتهم المتعلقة بالعمليات الأولية الفيزيولوجية والكيميائية البصرية التى تجرى في للعين "                                                                                    |
| 1972  |        | رودني بورتر             | المملكة المتحدة                   | بروتستانتي (ميثودي)                        | "لإكتشافاته المتعلقة بالتركيب الكيميائي للأجسام المضادة" |
| 1974  |        | ألبرت كلود              | بلجيكا                            | كاثوليكي                                   | "لاكتشافاتهم المتعلقة بالتنظيم الهيكلي و الوظيفي للخلية" |
| 1974  |        | كريستيان دو دوف         | بلجيكا                            | نشأ كاثوليكي ثم أصبح لاأدري                | "لاكتشافاتهم المتعلقة بالتنظيم الهيكلي و الوظيفي للخلية" |
| 1974  |        | جورج بالاد              | رومانيا                           | أرثوذكسي شرقي                              | "لاكتشافاتهم المتعلقة بالتنظيم الهيكلي و الوظيفي للخلية" |
| 1975  |        | ريناتو دولبيكو          | الولايات المتحدة                  | كاثوليكي                                   | "لاكتشافاته المتعلقة بالتفاعل بين فيروس الورم و والمادة الوراثية للخلية" |
| 1976  |        | كارلتون غايدوسك         | الولايات المتحدة                  | بروتستانتي (كالفيني)                       | "لاكتشافاته المتعلقة بآليات جديدة لنشأة ونشر الأمراض المعدية " |
| 1978  |        | فرنر أربر               | سويسرا                            | بروتستانتي                                 | "لاكتشاف إنزيمات الاقتطاع وتطبيقها على مشاكل علم الوراثة الجزيئي " |
| 1983  |        | بربارة مكلنتوك          | الولايات المتحدة                  | بروتستانتية (أبرشانيّة)                     | "لاكتشافها من العناصر الجينية المحمولة " |
| 1988  |        | سير جيمس بلاك           | المملكة المتحدة                   | بروتستانتي (معمداني)                       | "لاكتشافهم مبادئ هامة في العلاج من تعاطي المخدرات " |
| 1988  |        | جورج هتشنغز             | الولايات المتحدة                  | مسيحي                                      | "لاكتشافهم مبادئ هامة في العلاج من تعاطي المخدرات " |
| 1990  |        | جوزف موراي              | الولايات المتحدة                  | كاثوليكي                                   | "لاكتشافاته المتعلقة بزرع الخلايا والأعضاء في علاج الأمراض التي تصيب البشر " |
| 1992  |        | إدموند فيشر             | سويسرا · الولايات المتحدة         | بروتستانتي (مشيخي)                         | "لاكتشافاتهما المتعلقة بالبروتين العكسي والفسفرة كآلية تنظيمية بيولوجية " |
| 1995  |        | إريك فيشاوس             | الولايات المتحدة                  | مسيحي كاثوليكي                             | "لاكتشافاته المتعلقة بالتحكم الوراثي للتطور الجنيني المبكر " |
| 1998  |        | لويس إغنارو             | الولايات المتحدة                  | كاثوليكي                                   | "لاكتشافاتهم المتعلقة بأكسيد النيتريك كجزيء إشارة في نظام القلب والأوعية الدموية "                                                                                                |
| 1998  |        | فريد مراد               | الولايات المتحدة                  | مسيحي                                      | "لاكتشافاتهم المتعلقة بأكسيد النيتريك كجزيء إشارة في نظام القلب والأوعية الدموية "                                                                                                |
| 2000  |        | بول غرينغارد            | الولايات المتحدة                  | بروتستانتي (أسقفي)                         | "لاكتشافاته المتعلقة بنقل الإشارة في الجهاز العصبي " |
| 2004  |        | ليندا باك               | الولايات المتحدة                  | مسيحية                                     | "لاكتشافاتها المتعلقة بمستقبلات الرائحة وتنظيم نظام الشم " |
| 2007  |        | ماريو كابيكي            | الولايات المتحدة                  | بروتستانتي (كويكرز)                        | "لاكتشافاتهم المتعلقة بمبادئ إدخال تعديلات جينية معينة لدى الفئران عن طريق استخدام الخلايا الجذعية الجنينية. "                                                                    |
| 2007  |        | سير مارتن إيفانز        | المملكة المتحدة                   | مسيحي                                      | "لاكتشافاتهم المتعلقة بمبادئ إدخال تعديلات جينية معينة لدى الفئران عن طريق استخدام الخلايا الجذعية الجنينية. "                                                                    |
| 2008  |        | فرانسواز باري سينوسي    | فرنسا                             | تربى على الكاثوليكية                       | "لاكتشافه فيروس نقص المناعة البشرية " |
| 2009  |        | إليزابيث بلاكبيرن       | الولايات المتحدة · أستراليا       | بروتستانتيَّة (أنجليكانية)                   | "لاكتشاف كيفية حماية الكروموسوم بواسطة تيلومير وإنزيم تيلوميراز " |
| 2009  |        | كارول غريدر             | الولايات المتحدة                  | مسيحيَّة توحيديَّة                             | "لاكتشاف كيفية حماية الكروموسوم بواسطة تيلومير وإنزيم تيلوميراز " |
| 2012  |        | سير جون غوردون          | المملكة المتحدة                   | أنجليكان                                   | ""لاكتشاف الخلايا الناضجة التي يمكن ترجمتها لتصبح خلايا محفزة" |
| 2014  |        | جون أوكيف               | الولايات المتحدة/ المملكة المتحدة | تربى على الرومانيَّة الكاثوليكيَّة             | لاكتشافهم الخلايا التي تسمح للمخ بالوقوف في الفضاء. |
| 2014  |        | ماي بريت موزر           | النرويج                           | مسيحيَّة                                     | لاكتشافهم الخلايا التي تسمح للمخ بالوقوف في الفضاء. |
| 2014  |        | إدوارد موزر             | النرويج                           | تربى على المسيحيَّة                          | لاكتشافهم الخلايا التي تسمح للمخ بالوقوف في الفضاء. |
| 2015  |        | وليام كامبل             | أيرلندا                           | تربى على البروتستانيَّة                      | لإكتشافه أداة لقتل الطفيليات. |

### الأدب
| السنة | الفائز | الفائز                    | الجنسية                                              | المذهب المسيحي                                     |
| ----- | ------ | ------------------------- | ---------------------------------------------------- | -------------------------------------------------- |
| 1902  |        | تيودور مومسن              | الإمبراطورية الألمانية                               | بروتستانتي                                         |
| 1903  |        | بيورنستيرن بيورنسون       | النرويج                                              | بروتستانتي                                         |
| 1904  |        | فردريك ميسترال            | فرنسا                                                | روماني كاثوليكي                                    |
| 1904  |        | خوسيه إتشيغاراي           | إسبانيا                                              | روماني كاثوليكي                                    |
| 1905  |        | هنريك سينكيفيتش           | بولندا                                               | روماني كاثوليكيّ                                    |
| 1909  |        | سلمى لاغرلوف              | السويد                                               | مسيحية                                             |
| 1910  |        | بول فون هايس              | ألمانيا                                              | بروتستانتي من أصول يهوديّة                          |
| 1916  |        | فرنر فون هايدنستام        | السويد                                               | مسيحي                                              |
| 1923  |        | وليم بتلر ييتس            | جمهورية أيرلندا                                      | بروتستانتي (أنجليكاني)                             |
| 1924  |        | فواديسواف ريمونت          | بولندا                                               | روماني كاثوليكي                                    |
| 1926  |        | غراتسيا ديليدا            | إيطاليا                                              | رومانيّة كاثوليكيّة                                  |
| 1928  |        | سيغريد أوندست             | النرويج · (ولدت في الدنمارك)                         | رومانية كاثوليكية                                  |
| 1929  |        | توماس مان                 | ألمانيا                                              | بروتستانتي (لوثري)                                 |
| 1933  |        | إيفان بونين               | فرنسا (ولد في روسيا)                                 | أرثوذكسي شرقي                                      |
| 1938  |        | بيرل بوك                  | الولايات المتحدة                                     | بروتستانتية (مشيخية جنوبية)                        |
| 1945  |        | غبريالا ميسترال           | تشيلي                                                | رومانيّة كاثوليكيّة                                  |
| 1946  |        | هرمان هيسه                | سويسرا · (ولد في ألمانيا)                            | مسيحي                                              |
| 1947  |        | أندريه جيد                | فرنسا                                                | بروتستانتي                                         |
| 1948  |        | توماس ستيرنس اليوت        | المملكة المتحدة · (ولد في الولايات المتحدة)          | بروتستانتي (أنجليكاني)                             |
| 1949  |        | ويليام فوكنر              | الولايات المتحدة                                     | بروتستانتي (أسقفي)                                 |
| 1952  |        | فرنسوا مورياك             | فرنسا                                                | روماني كاثوليكي                                    |
| 1953  |        | ونستون تشرشل              | المملكة المتحدة                                      | بروتستانتي (أنجليكاني)                             |
| 1954  |        | إرنست همنجواي             | الولايات المتحدة                                     | تحوّل إلى الكنيسة الرومانية الكاثوليكية             |
| 1955  |        | هالدور لاكسنس             | آيسلندا                                              | تحول من اللوثرية إلى الكنيسة الرومانية الكاثوليكية |
| 1956  |        | خوان رامون خيمنيز         | بورتوريكو (ولد في إسبانيا)                           | روماني كاثوليكي                                    |
| 1958  |        | بوريس باسترناك            | الاتحاد السوفيتي                                     | تحول من اليهودية إلى الأرثوذكسية الشرقية           |
| 1961  |        | إيفو أندريتش              | يوغوسلافيا · (ولد في الإمبراطورية النمساوية المجرية) | روماني كاثوليكي                                    |
| 1962  |        | جون شتاينبيك              | الولايات المتحدة                                     | ولد بروتستانتي أسقفي ثم أضحى لاأدري                |
| 1963  |        | جيورجيوس سفريس            | اليونان · (ولد في الدولة العثمانية)                  | يوناني أرثوذكسي                                    |
| 1967  |        | ميغل أنخل أستورياس        | غواتيمالا                                            | روماني كاثوليكي                                    |
| 1969  |        | صمويل بيكيت               | فرنسا (ولد في جمهورية أيرلندا)                       | أنجليكاني (كنيسة أيرلندا)                          |
| 1970  |        | ألكسندر سولجنيتسين        | الاتحاد السوفيتي                                     | أرثوذكسية شرقية                                    |
| 1972  |        | هاينريش بول               | ألمانيا الغربية                                      | روماني كاثوليكي                                    |
| 1979  |        | أوديسو إليتيس             | اليونان                                              | يوناني أرثوذكسي                                    |
| 1980  |        | تشيسلاف ميلوش             | الولايات المتحدة (ولد في بولندا)                     | روماني كاثوليكي                                    |
| 1982  |        | غابرييل غارسيا ماركيز     | كولومبيا                                             | روماني كاثوليكي                                    |
| 1989  |        | كاميلو خوسيه ثيلا         | إسبانيا                                              | روماني كاثوليكي                                    |
| 1990  |        | أكتافيو باث               | المكسيك                                              | روماني كاثوليكي                                    |
| 1992  |        | دريك والكوت               | سانت لوسيا                                           | بروتستانتي (ميثودي)                                |
| 1993  |        | توني موريسون              | الولايات المتحدة                                     | رومانيّة كاثوليكية                                  |
| 1999  |        | غونتر غراس                | ألمانيا                                              | روماني كاثوليكي                                    |
| 2003  |        | جون ماكسويل كويتزي        | جنوب إفريقيا · أستراليا                              | بروتستانتي (كالفيني)                               |
| 2008  |        | جان ماري غوستاف لو كليزيو | فرنسا · موريشيوس                                     | روماني كاثوليكي                                    |
| 2009  |        | هيرتا مولر                | ألمانيا · رومانيا                                    | رومانية كاثوليكية                                  |
| 2010  |        | ماريو بارغاس يوسا         | بيرو · إسبانيا                                       | كاثوليكي                                           |
| 2011  |        | توماس ترانسترومر          | السويد                                               | مسيحي                                              |
| 2016  |        | بوب دايلان                | الولايات المتحدة                                     | تحول من اليهودية إلى المسيحية على مذهب الإنجيلية   |
| 2019  |        | بيتر هاندكه               | النمسا                                               | الكنيسة الصربية الأرثوذكسية                        |

### السلام
| السنة | الفائز                       | الفائز                    | الجنسية                           | المذهب المسيحي                                 |
| ----- | ---------------------------- | ------------------------- | --------------------------------- | ---------------------------------------------- |
| 1902  |                              | إيلي دوكميان              | سويسرا                            | بروتستانتي                                     |
| 1902  |                              | شارل ألبير غوبا           | سويسرا                            | بروتستانتي                                     |
| 1903  |                              | ويليام راندال كريمر       | المملكة المتحدة                   | بروتستانتي (ميثودي)                            |
| 1905  |                              | برتا فون سوتنر            | الإمبراطورية النمساوية المجرية    | رومانية كاثوليكيّة                              |
| 1906  |                              | ثيودور روزفلت             | الولايات المتحدة                  | بروتستانتية (الكنيسة المصلحة الهولندية)        |
| 1907  |                              | إرنيستو تيودورو مونيتا    | إيطاليا                           | روماني كاثوليكي                                |
| 1907  |                              | لويس رينو                 | فرنسا                             | روماني كاثوليكي                                |
| 1909  |                              | أوجست ماري فرنسوا برناريت | بلجيكا                            | روماني كاثوليكي                                |
| 1909  |                              | بول دو كونستنت            | فرنسا                             | بروتستانتي (كالفيني)                           |
| 1912  |                              | إليهو روت[A]              | الولايات المتحدة                  | بروتستانتي (مشيخي)                             |
| 1919  |                              | وودرو ويلسون              | الولايات المتحدة                  | بروتستانتي (مشيخي)                             |
| 1921  |                              | يالمر برانتن              | السويد                            | لوثري (كنيسة السويد)                           |
| 1921  |                              | كريستيان لويس لانج        | النرويج                           | لوثري (كنيسة النرويج)                          |
| 1925  |                              | أوستن شامبرلين[A]         | المملكة المتحدة                   | توحيدي                                         |
| 1925  |                              | تشارلز جيتس دويز[A]       | الولايات المتحدة                  | بروتستانتي (أبرشاني)                           |
| 1926  |                              | جوستاف ستريسمان           | ألمانيا                           | بروتستانتي                                     |
| 1927  |                              | فرديناد بويسون            | فرنسا                             | بروتستانتي                                     |
| 1930  |                              | ناثان سود بريلوم          | السويد                            | لوثري (كنيسة السويد)                           |
| 1931  |                              | جين آدمز                  | الولايات المتحدة                  | بروتستانتية (مشيخية)                           |
| 1931  |                              | نيكولاس موراي باتلر       | الولايات المتحدة                  | بروتستانتي (أسقفي)                             |
| 1934  |                              | آرثر هندرسون              | المملكة المتحدة                   | بروتستانتي (ميثودي)                            |
| 1935  |                              | كارل فون أوسيتزكي[B]      | ألمانيا                           | بروتستانتي (لوثري)                             |
| 1945  |                              | كورديل هل                 | الولايات المتحدة                  | بروتستانتي (أسقفي)                             |
| 1946  |                              | إميلي جرين بالش           | الولايات المتحدة                  | جمعية الأصدقاء الدينية                         |
| 1946  |                              | جون راليه موت             | الولايات المتحدة                  | بروتستانتي (ميثودي)                            |
| 1947  |                              | مجلس خدمات الأصدقاء       | المملكة المتحدة                   | جمعية الأصدقاء الدينية                         |
| 1947  | لجنة أمريكا لخدمات الأصدقاء  | الولايات المتحدة          | جمعية الأصدقاء الدينية (الكويكرز) |                                                |
| 1949  |                              | جون بويد                  | المملكة المتحدة                   | بروتستانتي (كنيسة إسكتلندا)                    |
| 1950  |                              | رالف بنش                  | الولايات المتحدة                  | بروتستانتي (معمداني)                           |
| 1952  |                              | ألبرت شوايتزر             | فرنسا                             | مسيحي                                          |
| 1953  |                              | جورج مارشال               | الولايات المتحدة                  | بروتستانتي (أسقفي)                             |
| 1957  |                              | ليستر بولز بيرسو          | كندا                              | بروتستانتي (كنيسة كندا المتحدة)>               |
| 1958  |                              | دومينيك بير               | بلجيكا                            | روماني كاثوليكي                                |
| 1959  |                              | فيليب نويل بيكر           | المملكة المتحدة                   | كويكرز                                         |
| 1960  |                              | ألبرت جون لوتولي          | جنوب أفريقيا                      | بروتستانتي (ميثودي)                            |
| 1961  |                              | داغ همرشولد[C]            | السويد                            | بروتستانتي (لوثري)                             |
| 1964  |                              | مارتن لوثر كينغ           | الولايات المتحدة                  | بروتستانتي (معمداني)                           |
| 1970  |                              | نورمان بورلوج             | الولايات المتحدة                  | بروتستانتي (لوثري)                             |
| 1971  |                              | فيلي برانت                | ألمانيا الغربية                   | بروتتسانتي (لوثري)                             |
| 1974  |                              | شون ماكبرايد              | جمهورية أيرلندا · (ولد في فرنسا)  | روماني كاثوليكي                                |
| 1976  |                              | بيتي ويليامز              | المملكة المتحدة                   | رومانية كاثوليكية                              |
| 1976  |                              | ميريد كوريجان             | المملكة المتحدة                   | رومانية كاثوليكية                              |
| 1979  |                              | الأم تريزا                | الهند (ولدت في كوسوفو العثمانية)  | رومانية كاثوليكية                              |
| 1980  |                              | أدولفو بريز إيسكيبل       | الأرجنتين                         | روماني كاثوليكي                                |
| 1982  |                              | ألفونسو غارثيا روبليس     | المكسيك                           | روماني كاثوليكي                                |
| 1983  |                              | ليخ فاونسا                | بولندا                            | روماني كاثوليكي                                |
| 1984  |                              | ديزموند توتو              | جنوب إفريقيا                      | بروتستانتي (أنجليكانيّ)                         |
| 1987  |                              | أوسكار آرياس سانشيز       | كوستاريكا                         | روماني كاثوليكي                                |
| 1993  |                              | نيلسون مانديلا            | جنوب إفريقيا                      | بروتستانتي (ميثودي)                            |
| 1993  |                              | فريديريك ويليم دي كليرك   | جنوب إفريقيا                      | بروتستانتي (الكنيسة الإصلاحية في جنوب أفريقيا) |
| 1996  |                              | كارلوس فيليب اكسيمنس بيلو | إندونيسيا                         | روماني كاثوليكي                                |
| 1996  |                              | جوزيه راموس هورتا         | إندونيسيا                         | روماني كاثوليكي                                |
| 1998  |                              | جون هيوم                  | الولايات المتحدة                  | روماني كاثوليكي                                |
| 1998  |                              | دافيد تريمبل              | الولايات المتحدة                  | بروتستانتي (مشيخي)                             |
| 2000  |                              | كيم داي جونغ              | كوريا الجنوبية                    | روماني كاثوليكي                                |
| 2001  | Kofi Annan, Photo: Harry Wad | كوفي أنان                 | غانا                              | بروتستانتي                                     |
| 2002  |                              | جيمي كارتر                | الولايات المتحدة                  | بروتستانتي (معمداني)                           |
| 2004  |                              | وانجاري ماثاي             | كينيا                             | رومانيّة كاثوليكيّة                              |
| 2007  |                              | آل جور                    | الولايات المتحدة                  | بروتستانتي (معمداني)                           |
| 2008  |                              | مارتي أهتيسآري            | فنلندا                            | بروتستانتي (لوثري)                             |
| 2009  |                              | باراك أوباما              | الولايات المتحدة                  | بروتستانتي                                     |
| 2011  |                              | إلين جونسون سيرليف        | ليبيريا                           | بروتستانتية (ميثوديّة)                          |
| 2011  |                              | ليما غبوي                 | ليبيريا                           | بروتستانتية (لوثرية)                           |
| 2016  |                              | خوان مانويل سانتوس        | كولومبيا                          | روماني كاثوليكي                                |
| 2018  |                              | دينيس موكويغي             | جمهورية الكونغو الديمقراطية       | بروتستانتي خمسيني                              |
| 2016  |                              | آبي أحمد علي              | إثيوبيا                           | بروتستانتي خمسيني                              |

### العلوم الإقتصادية
| السنة | الفائز | الفائز             | الجنسية                   | المذهب المسيحي                         | سبب الترشيح                                                                                |
| ----- | ------ | ------------------ | ------------------------- | -------------------------------------- | ------------------------------------------------------------------------------------------ |
| 1969  |        | ركنر فرش           | النرويج                   | بروتستانتي                             | "تطوير وتطبيق النماذج الديناميكية لتحليل العمليات الاقتصادية"                              |
| 1969  |        | يان تينبرغن        | هولندا                    | بروتستانتي                             | "تطوير وتطبيق النماذج الديناميكية لتحليل العمليات الاقتصادية"                              |
| 1975  |        | تجالينغ كوبمانز    | الولايات المتحدة / هولندا | بروتستانتي                             | "لما قدمه من مساهمات لنظرية التخصيص الأمثل للموارد"                                        |
| 1979  |        | ثيودر شولتز        | الولايات المتحدة          | بروتستانتي                             | "لبحثه الرائد في مجال الأبحاث والتنمية الاقتصادية مع الاهتمام الخاص بمشاكل الدول النامية." |
| 1979  |        | آرثر لويس          | المملكة المتحدة           | كاثوليكي                               | "لبحثه الرائد في مجال الأبحاث والتنمية الاقتصادية مع الاهتمام الخاص بمشاكل الدول النامية." |
| 1982  |        | جورج ستيجلر        | الولايات المتحدة          | مسيحي                                  | "لدراساته الأصيلة للهياكل الصناعية، وأداء الأسواق وأسباب وآثار التنظيم العام"              |
| 1986  |        | جيمس بوكنان جونيور | الولايات المتحدة          | بروتستانتي                             | "لتطوير القواعد التعاقدية والدستورية لنظرية اتخاذ القرار الاقتصادي والسياسي"               |
| 1988  |        | موريس آلياس        | فرنسا                     | كاثوليكي                               | "لمساهمات الرائدة في نظرية الأسواق واستغلال القدرة"                                        |
| 1989  |        | ترجيف هافليمو      | النرويج                   | بروتستانتي                             | "لتوضيح أسس نظرية الاحتمالات للأقتصاديات القياسية وتحليله الهياكل الاقتصادية في وقت واحد"  |
| 1994  |        | جون هارساني        | الولايات المتحدة          | نشأ كاثوليكي، ثم ترك الكنيسة           | "لتحليله الريادي للتوازن في نظرية الألعاب."                                                |
| 1994  |        | جون فوربس ناش      | الولايات المتحدة          | نشأ في الكنيسة الأسقفية، ثم أصبح ملحدًا | "لتحليله الريادي للتوازن في نظرية الألعاب."                                                |
| 1994  |        | رينهارد سولتن      | ألمانيا                   | نشأ بروتستانتي، ثم ترك الكنيسة         | "لتحليله الريادي للتوازن في نظرية الألعاب."                                                |
| 1996  |        | ويليام فيكري       | الولايات المتحدة / كندا   | بروتستانتي (كويكرز)                    | "للمساهمات الأساسية للنظرية الاقتصادية للدوافع في ظل المعلومات غير المتماثلة"              |
| 2003  |        | روبرت آنجل         | الولايات المتحدة          | بروتستانتي (كويكرز)                    | "لطرق تحليل (متسلسلة زمنية) مع التقلبات الاقتصادية متفاوتة الوقت المعروفة بـ (ARCH)"       |
| 2003  |        | كليف غرانجر        | المملكة المتحدة           | مسيحي                                  | "لطرق تحليل السلاسل الزمنية الاقتصادية مع الاتجاهات المشتركة (التكامل المشترك)"            |
| 2009  |        | إلينور أوستروم     | الولايات المتحدة          | بروتستانتية                            | "لتحليلها الاقتصاديات الحكومية، وخاصة التي علي المشاع (العامة)"                            |
| 2010  |        | كريستوفر بيساريدس  | قبرص                      | أرثوذكسي شرقي                          | "لتحليله للأسواق مع آليات واحتكاكات البحث"                                                 |
| 2013  |        | يوجين فاما         | الولايات المتحدة          | كاثوليكي                               | "لتحليلهم التجريبي على أسعار الأصول."                                                      |
| 2013  |        | روبرت شيلر         | الولايات المتحدة          | بروتستانتي (ميثودي)                    | "لتحليلهم التجريبي على أسعار الأصول."                                                      |

## التوزيع حسب الطائفة

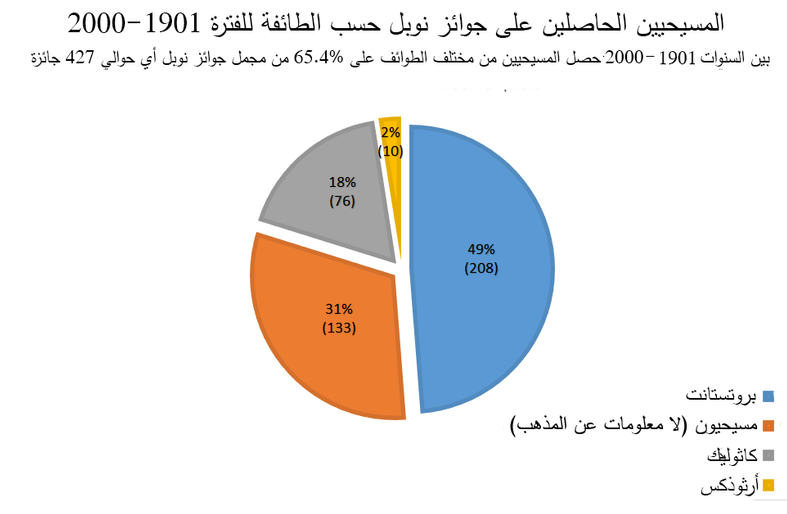
توزيع جوائز نوبل التي حصل عليها المسيحيين بين السنوات 1901-2000 بِحسب الطائفة.

الحائزين على جائزة نوبل من المسيحيين حسب الطائفة الدينيّة (بين الأعوام 1901-2000):
| الطائفة                  | عدد جوائز نوبل | نسب الجوائز |
| ------------------------ | -------------- | ----------- |
| بروتستانت                | 204            | 32.0%       |
| مسيحيون (لا ذكر للطائفة) | 133            | 20.3%       |
| كاثوليك                  | 76             | 11.6%       |
| أرثوذكس                  | 10             | 1.6%        |

## حائزين جائزة نوبل تحولوا إلى المسيحية
هذه الفقرة تستعرض علماء وأدباء وناشطي سلام حائزوا على جائزة نوبل اعتنقوا الديانة المسيحية، الغالبيَّة العظمى من تحولوا للمسيحية من اليهودية والإلحاد منهم:
- جرتي كوري: أول امرأة أمريكية تحصل على جائزة نوبل في أي من مجالاتها العلمية، وأول امرأة تنال جائزة نوبل في الطب على الإطلاق؛ تحولت إلى المسيحية الكاثوليكيَّة من اليهودية.[384]
- ماكس بورن: عالم رياضيات وفيزيائي ألماني، حصل سنة 1954 على جائزة نوبل في الفيزياء لأجل بحوثه الأساسية عن ميكانيكا الكم. اعتنق المسيحية البروتستانتية.[385]
- دنيس غابور: هو مهندس بريطاني مجري في مجال الهندسة الكهربية ومخترع معروف باختراعه للتصوير ثلاثي الأبعاد والذي حصل على أثرة جائزة نوبل في الفيزياء. تحول مع أسرته إلى البروتستانتية اللوثرية.
- فريتز هابر: عالم ألماني تحصل على جائزة نوبل في الكيمياء لسنة 1918. تحول من اليهودية إلى المسيحية.[386]
- فولفغانغ باولي: عالم نمساوي حائز على جائزة نوبل للفيزياء عام 1945. أسهم كثيرا في تطور نظريات ميكانيكا الكم. تحول للكاثوليكية.
- يوجين ويغنر: عالم فيزياء ورياضيات مجرياً أمريكي تحصل يوجين ويغنر على جائزة نوبل للفيزياء عام 1963 عن أبحاثه في مجال نظرية النواة الذرية والجسيمات الأولية وعلى الأخص اكتشافه تطبيق مبدأ التناظر في الصياغة النظرية في ميكانيكا الكم. تحول من اليهودية إلى المسيحية البروتستانتية.
- جورج هيفيشي: كيميائي مجري من أصول يهودية، تحصل على جائزة نوبل في الكيمياء سنة 1943. تحول للمسيحية الكاثوليكية.
- ألكسي كاريل: كان طبيبًا جرّاحًا فرنسيا، ولد في 28 يونيو 1873 وتوفي في 5 نوفمبر 1944 في باريس، حصل على جائزة نوبل في الطب عام 1912. تحول من الإلحاد إلى الكاثوليكية.
- كارل لاندشتاينر: عالم أحياء وطبيب نمساوي، حصل على جائزة نوبل في الطب سنة 1930. تحول من الديانة اليهودية إلى الديانة المسيحية عام 1890.[210]
- تشيسلاف ميلوش: شاعر بولندي، حصل على جائزة نوبل في الأدب لسنة 1980. تحول من الإلحاد إلى المسيحيَّة.
- ألكسندر سولجنيتسين: أديب حصل على جائزة نوبل في الأدب، تحول من الإلحاد إلى الكنيسة الأرثوذكسية الشرقية.
- سيغريد أوندست: أديبة نرويجية، حصلت على جائزة نوبل في الأدب لسنة 1928. تحولت من الإلحاد إلى المسيحية.
- بوريس باسترناك: كاتب وشاعر روسي حصل جائزة نوبل في الأدب سنة 1958. تحول من اليهودية للمسيحية الأرثوذكسية.[387]
- كم داي جنغ: سياسي كوري جنوبي شغل منصب رئيس كوريا الجنوبية بين عام 1998 و2003. حصل في عام 2000 على جائزة نوبل للسلام. اعتنق الديانة المسيحية على المذهب الكاثوليكي.[350]

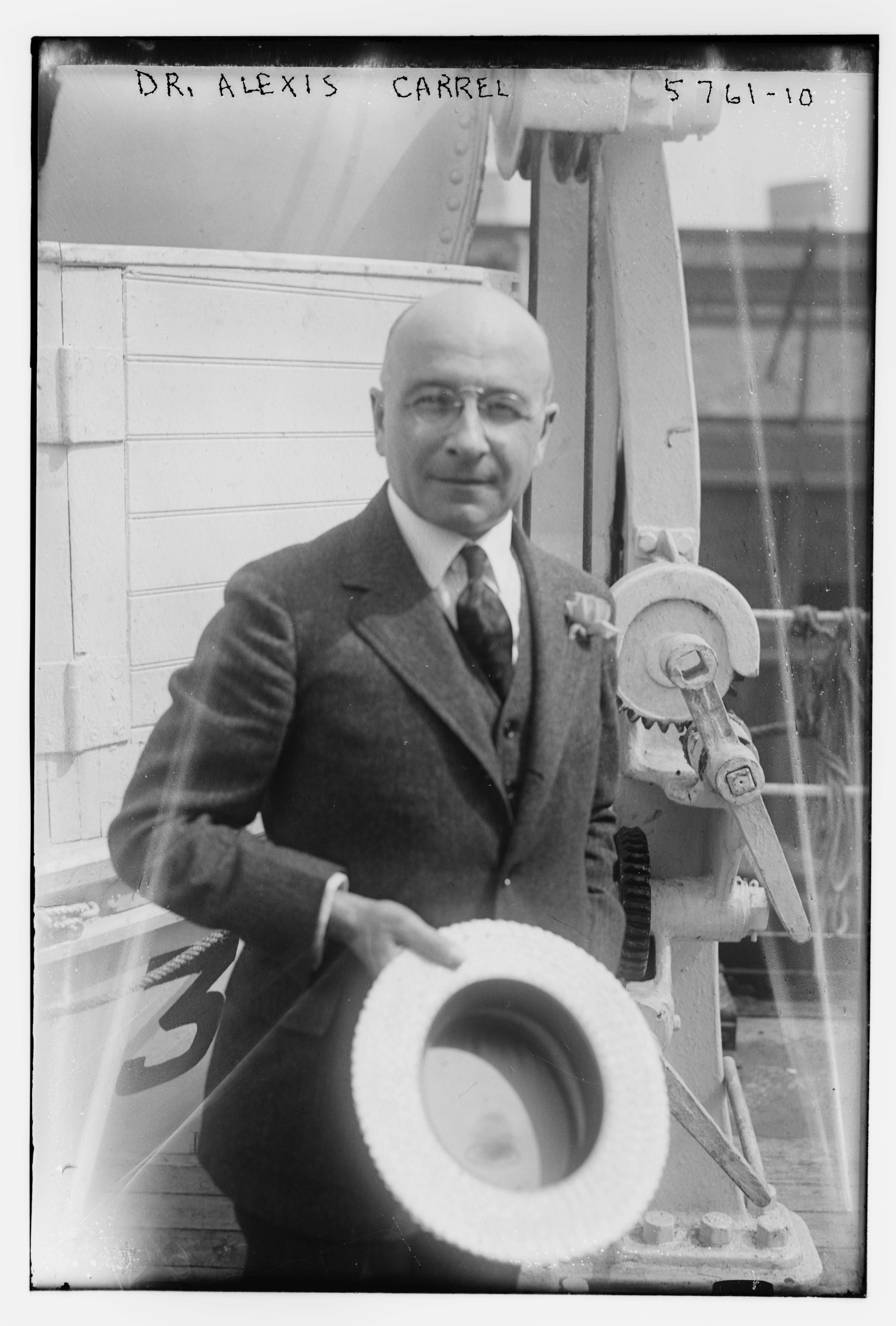
ألكسي كاريل، حصل على جائزة نوبل في الطب (ملحد سابقًا).
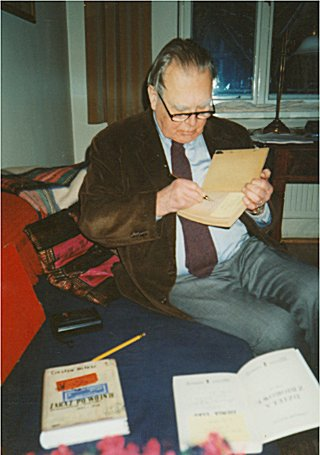
تشيسلاف ميلوش، شاعر بولندي، حصل على جائزة نوبل في الأدب (ملحد سابقًا).
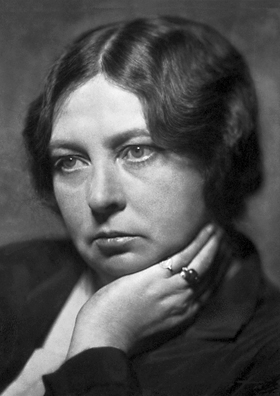
سيغريد أوندست، حصل على جائزة نوبل في الأدب (ملحدة سابقًا).
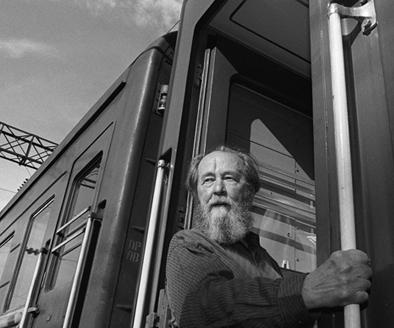
ألكسندر سولجنيتسين، أديب حصل على جائزة نوبل في الأدب (ملحد سابقًا).
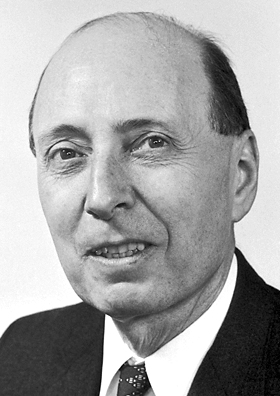
يوجين ويغنر حصل على جائزة نوبل للفيزياء (يهودي سابقًا).
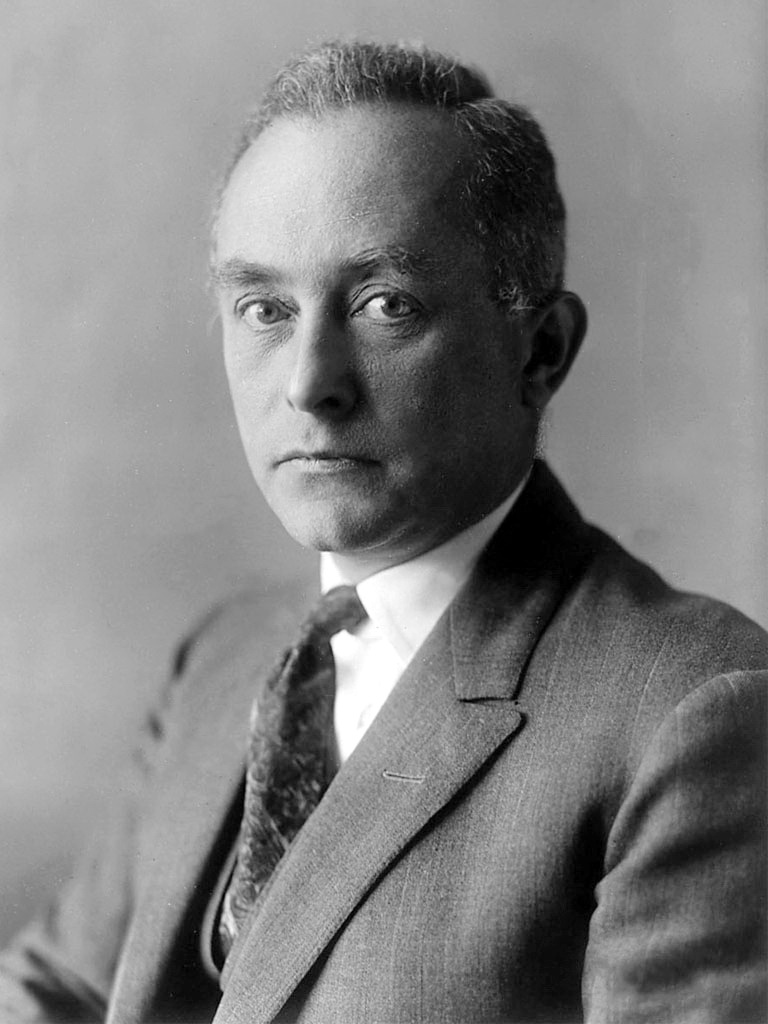
ماكس بورن حصل على جائزة نوبل في الفيزياء (يهودي سابقًا).
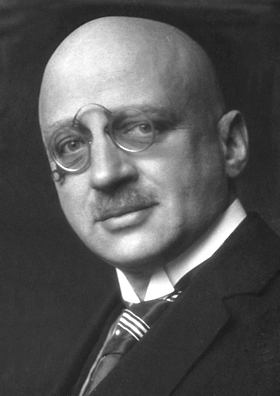
فريتز هابر حصل على جائزة نوبل في الكيمياء (يهودي سابقًا).
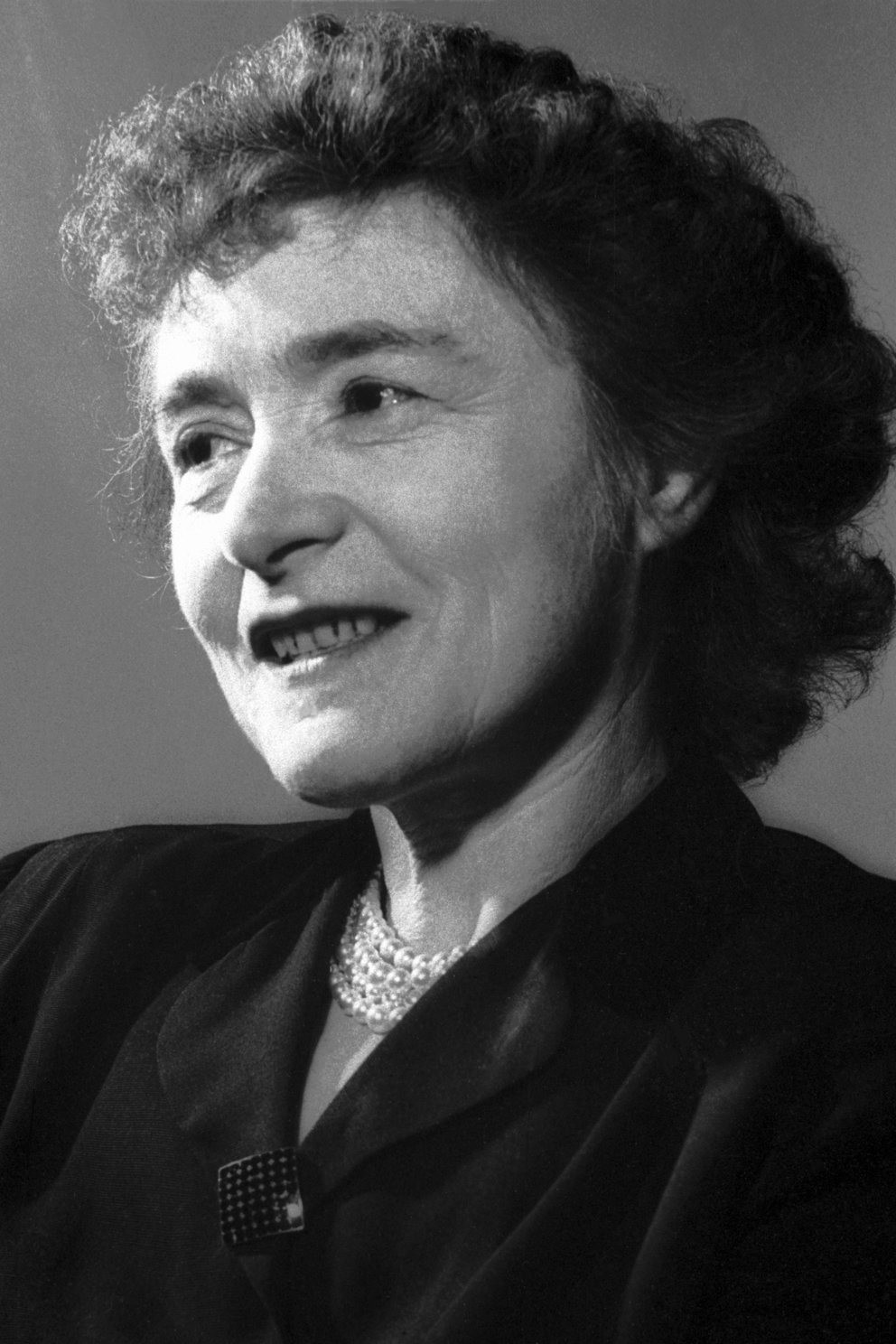
جرتي كوري أول امرأة تنال جائزة نوبل في الطب (يهودية سابقًا).
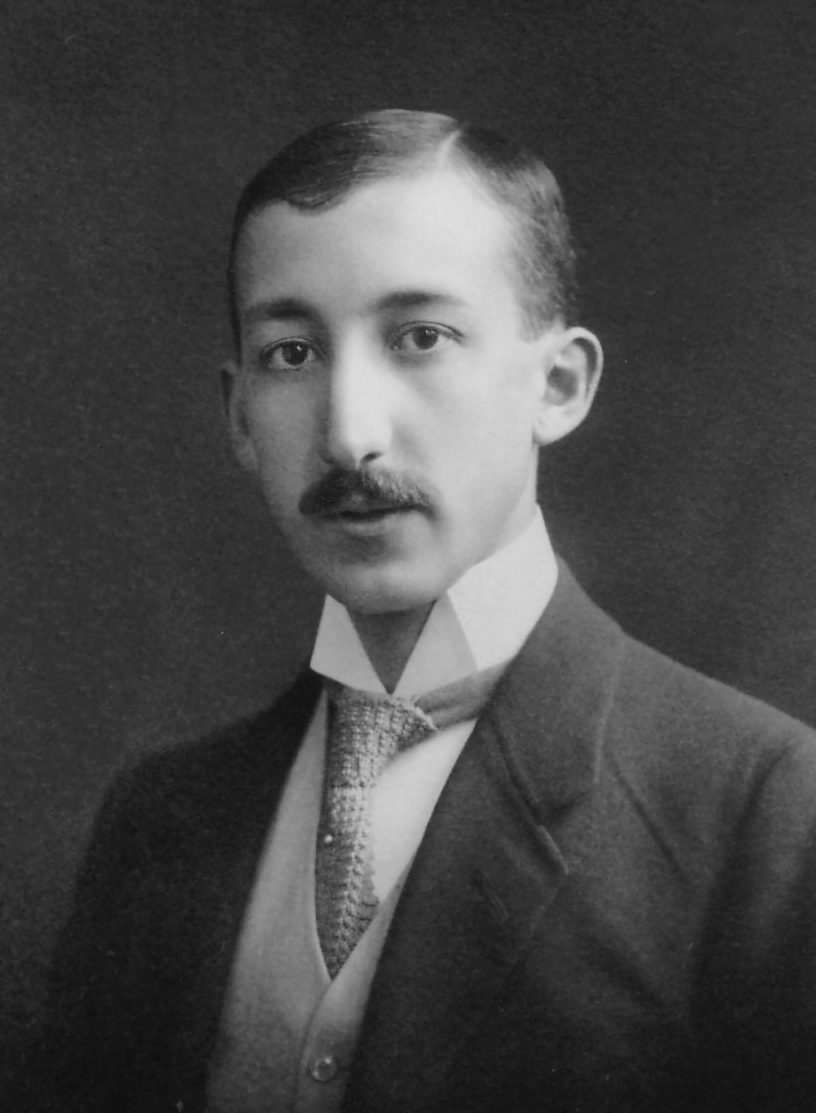
جورج هيفيشي حصل على جائزة نوبل في الكيمياء (يهودي سابقًا).
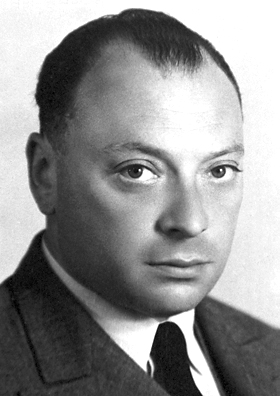
فولفغانغ باولي حصل على جائزة نوبل للفيزياء (يهودي سابقًا).

## بيبلوجرافيا
- Shalev، Baruch Aba (2003). 100 Years of Nobel Prizes. New Delhi : Atlantic Publishers & Distributors. ISBN:81-269-0278-7. OCLC:588491891.
- Zhang، Weijia؛ Fuller، Robert (مايو 1998). "Nobel prize winners in physics from 1901 to 1990: Simple statistics for physics teachers". Physics Education. ج. 33 ع. 3: 196–203. DOI:10.1088/0031-9120/33/3/023. مؤرشف من الأصل في 2019-02-04.
- Zuckerman، Harriet (1977). Scientific Elite: Nobel Laureates in the United States. Transaction Publishers. ISBN:9781412833769. OCLC:588491891.